# Parámetros DHCP
Los Parámetros DHCP son aquellos datos de configuración DHCP que asigna un servidor DHCP a un cliente DHCP en un entorno de red TCP/IP.
Estos parámetros son variables y su asignación a un host determinado es consecuencia de un proceso de asignación que comienza con la petición DHCP Discovery por parte de un cliente a un servidor y finaliza con el mensaje DHCP Acknowledge por parte del servidor al cliente. Todos estos parámetros y solicitudes son establecidas mediante el envío y recepción por parte del cliente y el servidor de mensajes DHCP en Paquetes de red. 

## Formato de los parámetros
El valor de los parámetros puede ser de longitud fija o variable, no obstante, todos los parámetros tendrán que ir precedidos de una introducción de ocho bits con la única función de identificar la opción. Todos los parámetros fijos tendrán un tamaño de ocho bits y serán considerados fijos aquellos que consistan en un único valor de 0 a 255. Las opciones que contengan datos en NVT ASCII (Network Virtual Terminal Ascii) no podrán tener valor nulo. Además, el receptor no puede exigir que haya información nula.

## Tablas de Opciones
Las siguientes tablas listan las opciones disponibles de DHCP, de acuerdo al RFC2132.
| Código | Nombre                   | Largo                  | Notas |
| ------ | ------------------------ | ---------------------- | --- |
| 0      | Pad: Sección 3.1         | 0 octetos              | Puede ser usada para acolchar otras opciones para que se alineen al límite de la palabra; no es seguida por el byte de largo |
| 1      | Subnet Mask: Sección 3.3 | 4 octetos              | Debe ser enviada después de la opción Router (opción 3) si ambos están incluidos |
| 2      | Time Offset: Sección 3.4 | 4 octetos              | |
| 3      | Router                   | múltiplos de 4 octetos | Enrutadores disponibles, listados en orden de preferencia |
| 4      | Time Server              | múltiplos de 4 octetos | Servidores de tiempo de red con los cuales sincronizarse, listados en orden de preferencia. |
| 5      | Name Server              | múltiplos de 4 octetos | Servidores de nombres IEN 116 disponibles, deben ser listados en orden de preferencia. |
| 6      | Domain Name Server       | múltiplos de 4 octetos | Servidores de DNS disponibles, deben ser listados en orden de preferencia. |
| 7      | Log Server               | múltiplos de 4 octetos | Servidores de registros disponibles, deben ser listados en orden de preferencia. |
| 8      | Cookie Server            | múltiplos de 4 octetos | "Cookie" en este caso significa "galleta de la fortuna" o "cita del día", una anécdota humorística enviada frecuentemente como parte del proceso de logon en grandes computadores; no tiene nada que ver con las cookies enviadas por sitios web. |
| 9      | LPR Server               | múltiplos de 4 octetos | Servidores de protocolo Line Printer Daemon disponibles para el cliente, deben ser listados en orden de preferencia. |
| 10     | Impress Server           | múltiplos de 4 octetos | Servidores Imagen Impress disponibles para el cliente, deben ser listados en orden de preferencia. |
| 11     | Resource Location Server | múltiplos de 4 octetos | |
| 12     | Host Name                | mínimo de 1 octeto     | |
| 13     | Boot File Size           | 2 octetos              | Tamaño de la imagen de arranque en bloques de 4KiB |
| 14     | Merit Dump File          | mínimo de 1 octeto     | Ruta donde los vaciados en caso de error deben guardarse |
| 15     | Domain Nombre            | mínimo de 1 octeto     | |
| 16     | Swap Server              | 4 octetos              | |
| 17     | Root Path                | mínimo de 1 octeto     | |
| 18     | Extensions Path          | mínimo de 1 octeto     | |
| 255    | End                      | 0 octetos              | Usado para marcar el final del campo de opciones del fabricante |

| Código | Nombre                                  | Largo                  | Notas |
| ------ | --------------------------------------- | ---------------------- | ----- |
| 19     | IP Forwarding Enable/Disable            | 1 octeto               |       |
| 20     | Non-Local Source Routing Enable/Disable | 1 octeto               |       |
| 21     | Policy Filter                           | múltiplos de 8 octetos |       |
| 22     | Maximum Datagram Reassembly Size        | 2 octetos              |       |
| 23     | Default IP Time-to-live                 | 1 octeto               |       |
| 24     | Path MTU Aging Timeout                  | 4 octetos              |       |
| 25     | Path MTU Plateau Table                  | múltiplos de 2 octetos |       |

| Código | Nombre                      | Largo                  | Notas                             |
| ------ | --------------------------- | ---------------------- | --------------------------------- |
| 26     | Interface MTU               | 2 octetos              |                                   |
| 27     | All Subnets are Local       | 1 octeto               |                                   |
| 28     | Broadcast Address           | 4 octetos              |                                   |
| 29     | Perform Mask Discovery      | 1 octeto               |                                   |
| 30     | Mask Supplier               | 1 octeto               |                                   |
| 31     | Perform Router Discovery    | 1 octeto               |                                   |
| 32     | Router Solicitation Address | 4 octetos              |                                   |
| 33     | Static Route                | múltiplos de 8 octetos | Una lista de pares destino/router |

| Código | Nombre                       | Largo     | Notas |
| ------ | ---------------------------- | --------- | ----- |
| 34     | Trailer Encapsulation Option | 1 octeto  |       |
| 35     | ARP Cache Timeout            | 4 octetos |       |
| 36     | Ethernet Encapsulation       | 1 octeto  |       |

| Código | Nombre                 | Largo     | Notas |
| ------ | ---------------------- | --------- | ----- |
| 37     | TCP Default TTL        | 1 octeto  |       |
| 38     | TCP Keepalive Interval | 4 octetos |       |
| 39     | TCP Keepalive Garbage  | 1 octeto  |       |

| Código | Nombre                                           | Largo                  | Notas |
| ------ | ------------------------------------------------ | ---------------------- | ----- |
| 40     | Network Information Service Domain               | mínimo de 1 octeto     |       |
| 41     | Network Information Servers                      | múltiplos de 4 octetos |       |
| 42     | Network Time Protocol Servers                    | múltiplos de 4 octetos |       |
| 43     | Vendor Specific Information                      | mínimo de 1 octetos    |       |
| 44     | NetBIOS over TCP/IP Nombre Server                | múltiplos de 4 octetos |       |
| 45     | NetBIOS over TCP/IP Datagram Distribution Server | múltiplos de 4 octetos |       |
| 46     | NetBIOS over TCP/IP Node Type                    | 1 octeto               |       |
| 47     | NetBIOS over TCP/IP Scope                        | mínimo de 1 octeto     |       |
| 48     | X Window System Font Server                      | múltiplos de 4 octetos |       |
| 49     | X Window System Display Manager                  | múltiplos de 4 octetos |       |
| 64     | Network Information Service+ Domain              | mínimo de 1 octeto     |       |
| 65     | Network Information Service+ Servers             | múltiplos de 4 octetos |       |
| 68     | Mobile IP Home Agent                             | múltiplos de 4 octetos |       |
| 69     | Simple Mail Transport Protocol (SMTP) Server     | múltiplos de 4 octetos |       |
| 70     | Post Office Protocol (POP3) Server               | múltiplos de 4 octetos |       |
| 71     | Network News Transport Protocol (NNTP) Server    | múltiplos de 4 octetos |       |
| 72     | Default World Wide Web (WWW) Server              | múltiplos de 4 octetos |       |
| 73     | Default Finger Server                            | múltiplos de 4 octetos |       |
| 74     | Default Internet Relay Chat (IRC) Server         | múltiplos de 4 octetos |       |
| 75     | StreetTalk Server                                | múltiplos de 4 octetos |       |
| 76     | StreetTalk Directory Assistance (STDA) Server    | múltiplos de 4 octetos |       |

| Código | Nombre                    | Largo               | Notas |
| ------ | ------------------------- | ------------------- | ----- |
| 50     | Requested IP address      | 4 octetos           |       |
| 51     | IP address Lease Time     | 4 octetos           |       |
| 52     | Option Overload           | 1 octeto            |       |
| 53     | DHCP Message Type         | 1 octeto            |       |
| 54     | Server Identifier         | 4 octetos           |       |
| 55     | Parameter Request List    | mínimo de 1 octeto  |       |
| 56     | Message                   | mínimo de 1 octeto  |       |
| 57     | Maximum DHCP Message Size | 2 octetos           |       |
| 58     | Renewal (T1) Time Value   | 4 octetos           |       |
| 59     | Rebinding (T2) Time Value | 4 octetos           |       |
| 60     | Vendor class identifier   | mínimo de 1 octeto  |       |
| 61     | Client-identifier         | mínimo de 2 octetos |       |
| 66     | TFTP server name          | mínimo de 1 octeto  |       |
| 67     | Bootfile name             | mínimo de 1 octeto  |       |